# Brad Kavanagh
Brad Lewis Kavanagh (Whitehaven, 21 agosto 1992) è un attore, cantante e musicista britannico.

## Biografia
Nel 2005 ha interpretato Michael nella produzione originale del musical Billy Elliot the Musical a Londra e dal 2008 ha cominciato a recitare in serie televisive come Anubis, Passa il piatto e As the Bell Rings.

## Filmografia

### Televisione
- As the Bell Rings – serie TV  (2008-2009)
- My High School Musical (2008)
- Disney Channel Games (2009)
- Passa il piatto (Pass the Plate) (2009)
- My Camp Rock (2009)
- Jonas Brothers: Live in London (2009)
- Undercover Coach (2009)
- Hannah-Oke (2009)
- Jonas Brothers 3D Movie Premiere (2009)
- Life Bites – serie TV, episodi 2x01, 2x03 e 2x10 (2009)
- Anubis (House of Anubis) – serie TV (2011-2013)
- Dani's House – serie TV, 1 episodio (2011)

### Doppiaggio
- Indie in Dofus - I tesori di Kerubim (Dofus: Kerub's Bazaar) (2015)
- Otomai in Wakfu (2015)
- Speedy in Top Wing (2017)

## Discografia

### Singoli
- 2012 – Surrender (Love Is On Our Side)
- 2012 – Love on Me
- 2012 – She's Got a Hold On Me
- 2012 – Risk I Can't Resist

## Premi e riconoscimenti
- 2008 - British Academy Children's Awards
  - Candidatura - Breakthrough Talent per Disney Channel Talent
- 2012 - Nickelodeon UK Kids' Choice Awards
  - Candidatura - Attore preferito per Anubis[1]
- 2013 - Nickelodeon UK Kids' Choice Awards
  - Vinto - Attore preferito per Anubis

## Doppiatori italiani
Nelle versioni in italiano dei suoi film, Brad Kavanagh è stato doppiato da:
- Andrea Oldani in Anubis[2]